# Four Tet
Four Tet, pseudonimo di Kieran Hebden (Londra, 1977), è un musicista britannico di musica elettronica.
I brani prodotti hanno un sound molto vario ma riconoscibile, includendo oltre a melodie elettroniche e post rock, anche elementi provenienti dal jazz, dall'Hip hop, dalla techno e dalla musica folk.
Kieran è anche famoso per avere remixato brani provenienti da artisti quali Aphex Twin, Bloc Party, Black Sabbath e Radiohead, nonché per aver collaborato con Burial.
Viene considerato da molti come uno dei più rivoluzionari artisti di musica elettronica degli anni duemila, precursore del genere denominato folktronica.

## Biografia
Nato a Putney, quartiere di Londra, da padre inglese (professore di sociologia) e madre indiana, entra nel mondo della musica a soli 15 anni con un gruppo post-rock chiamato Fridge (del quale facevano parte anche Adem Ilhan e Sam Jeffers), con cui raggiungerà una certa notorietà con la pubblicazione del primo album nel 1997, intitolato Ceefax.
Il primo lavoro come Four Tet è invece il singolo Double Density, pubblicato nel 1997 e seguito, nel 1998, dall'EP Thirtysixtwentyfive (titolo corrispondente ai minuti e secondi di durata dell'unico pezzo presente, ossia 36 minuti e 25 secondi). Si tratta di un lungo flusso downtempo. Il primo album completo è invece dell'anno successivo ed è intitolato Dialogue (1999, Output). L'ultima produzione per l'etichetta Output è il doppio singolo Glasshead/Calamine.
Verso la fine del 1999, la Warp Records pubblica Warp 10+3 Remixes, una compilation per festeggiare i dieci anni dell'etichetta. Hebden contribuisce con il remix del brano di Aphex Twin di apertura dell'album Selected Ambient Works Volume II. Il brano viene molto apprezzato dalla critica e consente a Four Tet di accumulare una buona notorietà.
Nel 2000 negli ambienti underground della musica elettronica inglese è quindi grande l'attesa per l'uscita del nuovo lavoro Pause (2001), che si rivela estremamente originale con l'abbinamento di sonorità folk e jazz ai tipici ritmi e strutture dell'elettronica, tanto da dover costringere i critici ad utilizzare un neologismo per descrivere la musica di Hebden, che viene definita folktronica.
Nello stesso periodo esce l'EP No More Mosquitos, seguito da un altro EP Paws, che rielabora il materiale presente in Pause e che vede le collaborazioni di Koushik, Manitoba (poi Caribou) e Boom Bip.
Cresce così la popolarità intorno al progetto Four Tet e nel maggio 2003 esce Rounds, termine che indica in inglese i canti a canone. Viene chiamato ad aprire i concerti dei Radiohead e realizza per loro un remix di Scatterbrain (dall'album Hail to the Thief) che viene inserito come B-side nel singolo 2 + 2 = 5 (novembre 2003) e anche nell'EP COM LAG (2plus2isfive) (marzo 2004). Nell'aprile 2004 Four Tet pubblica l'album live Live in Copenhagen 30 March 2004 (edizione limitata, solo digitale per Domino Records).
Tra marzo e aprile 2005 si esibisce live a Parigi e Londra con Steve Reid. Da questa collaborazione nascono anche due album: nel 2005 The Exchange Session Vol. 1 e nel 2006 The Exchange Session Vol. 2. Il quarto album in studio esce invece nel maggio 2005: si tratta di Everything Ecstatic (Domino), della cui traccia Smile Around the Face viene realizzato anche un video interpretato da Mark Heap. 
L'EP Everything Ecstatic Part 2 rilegge in chiave di rumori due brani dell'album precedente e presenta tre altre tracce.
Gli anni successivi vedono Four Tet collaborare con diversi musicisti (oltre al già citato Steve Reid): nel 2008 con David Arnold per realizzare la colonna sonora di Quantum of Solace e nel 2009 con Burial per due tracce contenute nell'EP Moth/Wolf Club; tornerà poi a collaborare con Burial nel 2011 per due tracce, Ego e Mirror, con la voce di Thom Yorke.
Nel 2008 pubblica l'EP Ringer, mentre per un altro album è necessario aspettare fino al gennaio 2010, anno in cui pubblica There Is Love in You.
Nel 2012 pubblica un'uscita per il mercato digitale chiamata Pink, che contiene diversi singoli pubblicati nel periodo immediatamente precedente.
Il 15 gennaio 2013 Kieran Hebden, tramite Twitter e Facebook, comunica che è disponibile sulla sua pagina Soundcloud un nuovo lavoro, intitolato 0181. Si tratta di una raccolta di produzioni registrate tra il 1997 e il 2001, presto disponibili anche su LP.
Il settimo album studio è invece Beautiful Rewind, pubblicato nell'ottobre 2013. Due anni dopo, Kieran pubblica il suo ottavo album, Morning/Evening.
Nel 2017 Kieran ritorna con il suo nono album studio, New Energy; nello stesso anno, il suo remix di Violent Noise dei The XX viene nominato per il Grammy come Best Remixed Recording.

## Collaborazioni e remix
Nel 1999 ha realizzato un 12" chiamato Rivers Become Oceans insieme ai Rothko, trio ambient-post rock. Nel 2000 con il tedesco Pole ha pubblicato lo split EP Four Tet v Pole. Nel 2004 con i californiani Hella pubblica uno split 7" chiamato DIV/ORCE Series #1. Nello stesso anno partecipa a A Tribute to Jef Gilson, omaggio al jazzista Jef Gilson insieme a Mato.
Nel 2006 pubblica una raccolta dei vari remix realizzati negli anni precedenti intitolata appunto Remixes. Nel 2009 ha collaborato con Burial nel 12" Moth/Wolf Cub. Nel 2010 con Mala (Digital Mystikz) ha realizzato lo split Nothing to See/Don't Let Me Go. Nel 2011 con Burial e Thom Yorke (Radiohead) ha inciso un nuovo 12" chiamato Ego/Mirror.
Four Tet è inoltre noto per la grande quantità di remix da lui prodotti, fra i quali spiccano quelli per Aphex Twin, Anti-Pop Consortium, Bonobo, Beth Orton, Born Ruffians, Explosions in the Sky, Super Furry Animals, Radiohead, Manic Street Preachers, Matthew Dear, Sia, Nathan Fake, Bloc Party, Andrew Bird, Kings of Convenience, Battles, Juana Molina, Madvillain, The xx, Foals, Black Sabbath, Tegan And Sara, Andrew Bird, Badly Drawn Boy, CYNE, The Notwist, Boom Bip, Lars Horntveth, Rothko, molti dei quali contenuti in Remixes.

## Discografia

### Album
- 1999: Dialogue - (Output Recordings)
- 2001: Pause - (Domino Records)
- 2003: Rounds - (Domino Records)
- 2005: Everything Ecstatic - (Domino Records)
- 2010: There Is Love in You - (Domino Records)
- 2012: Pink - (Text Records)
- 2013: Beautiful Rewind - (Text Records)
- 2015: Morning/Evening - (Text Records)
- 2017: New Energy (Text Records)
- 2020: Sixteen Oceans (Text Records)
- 2024: Three

### Live
- 2004: Live in Copenhagen 30th March 2004

### Raccolte
- 2006: Remixes (contenente diversi remix realizzati da Four Tet) - (Domino Records)
- 2013: 0181

### EP
- 2001: Paws - (Domino Records)
- 2004: My Angel Rocks Back and Forth - (Domino Records)
- 2005: Everything Ecstatic Part 2 - (Domino Records)
- 2008: Ringer - (Domino Records)

### Split e collaborazioni
- 1999: Rivers Become Oceans (con Rothko)
- 2000: Four Tet v Pole EP (con Pole)
- 2004: Hella / Four Tet (EP realizzato con gli Hella)
- 2009: Moth / Wolf Cub (con Burial)
- 2010: Nothing to See / Don't Let Me Go (con Mala)
- 2011: Ego / Mirror (con Burial e Thom Yorke)
- 2011: Pinnacles / Ye Ye (con Daphni)
- 2012: Nova (con Burial)
- 2013: Roseland (con Rocketnumbernine)

### Con Steve Reid
- 2006: The Exchange Session Vol. 1  - (Domino Records)
- 2006: The Exchange Session Vol. 2  - (Domino Records)
- 2007: Tongues - (Domino Records)
- 2008: NYC  - (Domino Records)